# Wout Droste
Wout Droste, né le 20 mai 1989 à Oldenzaal, est un footballeur néerlandais. Il évolue au poste d'arrière droit.

## Palmarès
- Champion des Pays-Bas de D2 en 2013 avec le Cambuur Leeuwarden